# Marcgravia brownei
Marcgravia brownei là một loài thực vật có hoa trong họ Marcgraviaceae. Loài này được (Triana & Planch.) Krug & Urb. mô tả khoa học đầu tiên năm 1899.